# Ашшур-реш-іші II
Ашшур-реш-іші II (аккад. Ашшур радіє) — цар Ассирії, панував приблизно в 972-967 до н. е.). Через тривалий термін правління свого батька Ашшур-рабі II Ашшур-реш-іші II, мабуть, вступив на престол в похилому віці і, процарствувавши 5 років, помер. Про його відносно короткий час правління відомо мало; епоха вважається «Темним століттям» Ассирії через відсутність джерел.
| Середньоассирійський період |                                    |                             |
| Попередник: Ашшур-рабі II   | цар Ассирії бл. 972 — 967 до н. е. | Наступник: Тіглатпаласар II |